# Véronique Gens

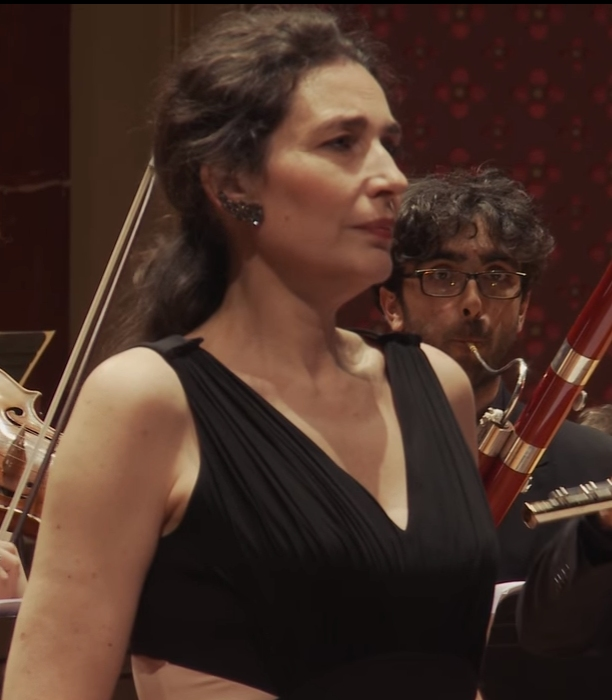
Veronique Gens, 2015

Véronique Gens (* 19. April 1966 in Orléans) ist eine französische Opernsängerin (Sopran).

## Leben
Die Tochter eines Mediziners studierte Englisch und wollte zunächst Übersetzerin werden. Doch nachdem sie den ersten Preis des Pariser Konservatoriums erhalten hatte, gab sie kurz darauf, 1986, ihr Debüt als Mitglied des Ensembles Les Arts Florissants. Binnen kurzer Zeit erwarb sie sich den Ruf, zu den gefragten Barock-Interpretinnen ihrer Zeit zu zählen. Schon 1989 war sie in einer Produktion von Henry Purcells The Fairy Queen in Aix-en-Provence zu hören. Seitdem eignete sie sich u. a. Rollen von Monteverdi, Lully, Rameau, Marais und Cavalli an. In zahlreichen Aufnahmen widmete sie sich neben der Oper unter anderem den Motetten von Delalande, Boismortier und Alessandro Scarlatti sowie den Kantaten und Kammerduetten von Händel. Gens arbeitete eng mit ihrem Förderer William Christie, aber auch mit Dirigenten wie René Jacobs, und Philippe Herreweghe zusammen.
Ihr zweites Standbein neben dem Barock stellt das Repertoire von Mozart dar, das sie unter Jean-Claude Malgoire erstmals erarbeitete. 1994 spielte sie die Rolle der Gräfin Almaviva (Le nozze di Figaro) an der Oper in Lyon mit herausragendem Erfolg. In derselben Saison sang sie auch Mozarts Requiem. Im Sommer 1998/1999 fand ihre Interpretation der Donna Elvira (Don Giovanni) unter Claudio Abbado große Anerkennung. Die Inszenierung von Peter Brook war zunächst beim Festival von Aix-en-Provence, später auch in Schweden, Belgien, Italien und Japan zu sehen. Mehrfach wurde sie als Vitellia (La clemenza di Tito) und Pamina (Die Zauberflöte) engagiert. Zwischen 2006 und 2011 führte sie unter der Leitung von Christophe Rousset tragische französische Arien auf, die unter dem Titel Tragédiennes français auf drei CD eingespielt wurden.
Véronique Gens erhielt zahlreiche Auszeichnungen. 2002 wurde die Sopranistin für einen Victoire de la Musique als Beste Sängerin des Jahres nominiert.